# Steven van Weyenberg

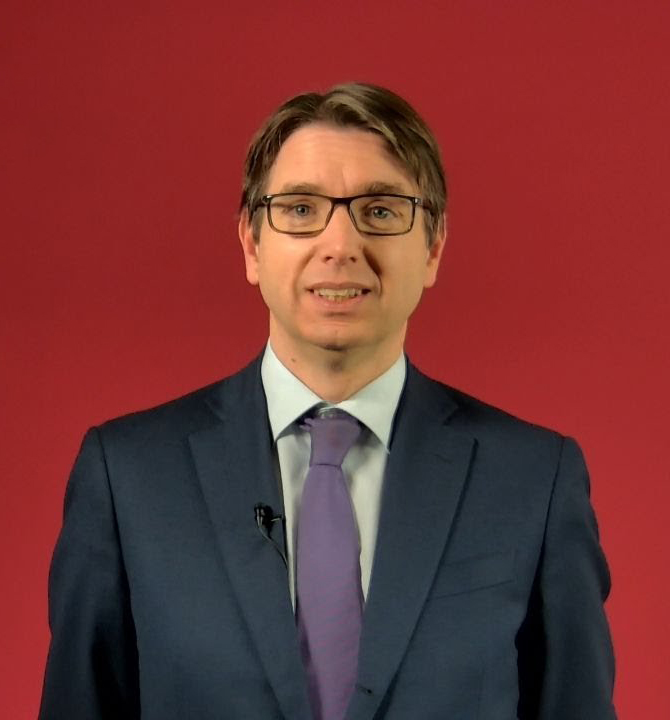
Steven van Weyenberg (2021)

Steven Peter Robert Albert van Weyenberg (* 21. März 1973 in Gent, Provinz Ostflandern, Belgien) ist ein niederländischer Ministerialbeamter und Politiker der Democraten 66 (D66), der von 2012 bis 2021 und erneut zwischen 2022 und 2023 Mitglied der Zweiten Kammer der Generalstaaten sowie von 2021 bis 2024 Staatssekretär war. Im Kabinett Rutte IV fungierte er zwischen Januar und Juli 2024 als Finanzminister.

## Leben
Steven Peter Robert Albert van Weyenberg absolvierte ein Studium der Wirtschaftswissenschaften an der Universiteit van Amsterdam sowie der Erasmus-Universität Rotterdam und arbeitete nach dessen Abschluss im Wirtschaftsministerium (Ministerie van Economische Zaken), im Ministerium für Soziales und Beschäftigung (Ministerie van Sociale Zaken en Werkgelegenheid), als Assistent von Ed van Thijn sowie bei der Organisation für Sicherheit und Zusammenarbeit in Europa (OSZE). Im Anschluss kehrte er ins Wirtschaftsministerium und war zunächst von Juni 2004 bis Februar 2006 stellvertretender Direktor der Direktion für Europäische Integration und Strategie sowie später zwischen März 2010 bis Oktober 2010 Direktor des Europabüros im Wirtschaftsministerium. Anschließend fungierte er vom 11. Oktober 2010 bis September 2012 als Direktor für Beziehungsmanagement, Implementierungsentwicklung und Management im Ministerium für soziale Angelegenheiten und Beschäftigung sowie zugleich von 2011 bis 2012 als Direktor für Compliance in diesem Ministerium.
Am 20. September 2012 wurde van Weyenberg für die Democraten 66 (D66) erstmals Mitglied der Zweiten Kammer der Generalstaaten (Tweede Kamer der Staten-Generaal) und gehörte dieser bis zum 3. September 2021 an. 2014 war er Mitglied der Jury für den Prinsjesfotoprijs und wurde am 1. April 2014 Mitglied des Beirates des Pensioenpoort. 2015 übernahm er von Gerard Schouw die Mitverteidigung eines Gesetzesentwurfs eines Abgeordneten zur Erneuerung des Gesetzes über den öffentlichen Zugang zu Regierungsinformationen (Wet Open Bestuur), der 2012 von Mariko Peters (GroenLinks) eingereicht und von Linda Voortman übernommen wurde. 2019 reichte er zusammen mit Bart Snels (GroenLinks) eine Novelle zur Änderung dieses Gesetzentwurfs ein, der der Ersten Kammer der Generalstaaten (Eerste Kamer der Staten-Generaal) vorgelegt wurde. 2018 legte er zudem einen Gesetzesentwurf eines Abgeordneten vor, der dem Rechenschafts- und Interessengremium das Recht einräumen soll, bei der sozial verantwortlichen Anlagepolitik zu beraten und die Ausschlusspolitik von Pensionsfonds zu genehmigen. Der Gesetzentwurf wurde 2025 zurückgezogen. 2020 gab er außerdem eine Initiativnotiz zu einem System ohne Zertifikate herausgegeben. Neben seiner Abgeordnetentätigkeit engagierte er sich ab dem 1. April 2019 als Mitglied der Jury des Gouden Pump Award und wurde am 19. September 2020 auch Mitglied des Prüfungsausschusses der Vereinigung des Den Haager Hofstads Jeugdorkest (VHJO), das 1923 von Tilly Talboom-Smits gegründet wurde.
Im Kabinett Rutte III wurde Steven van Weyenberg am 10. August 2021 Staatssekretär im Ministerium für Infrastruktur und Wasserwirtschaft und war in dieser Funktion bis zum 10. Januar 2022 verantwortlich für Umwelt (einschließlich Lärmbelästigung, Sicherheit und Risiken, gefährliche Stoffe, Biozide und Pflanzenschutz außerhalb der Landwirtschaft, Luftqualität, Kreislaufwirtschaft, Verkehrsemissionen und Kraftstoffe), Boden, Öffentlichen Verkehr und Schienenverkehr, Fahrradpolitik, das Koninklijk Nederlands Meteorologisch Instituut (KNMI), die Behörde für nukleare Sicherheit und Strahlenschutz ANVS (Autoriteit Nucleaire Veiligheid en Stralingsbescherming) und die Niederländische Agentur für Umweltverträglichkeitsprüfung PBL (Planbureau voor de Leefomgeving). 2021 reichte er zusammen mit Paul Smeulders (GroenLinks) einen Gesetzesentwurf zum Recht auf Homeoffice und einem guten Heimarbeitsplatz ein. 2021 wurde Senna Maatoug (Co-)Verteidigerin für GroenLinks, ehe später zunächst Romke de Jong und dann Marijke van Beukering Verteidiger im Auftrag von D66 wurden. In beiden Kammern fungierte Van Weyenberg ab 2022 erneut als Mitverteidiger des Gesetzesentwurfs für D66, ehe der Vorschlag 2023 in der Ersten Kammer abgelehnt wurde.

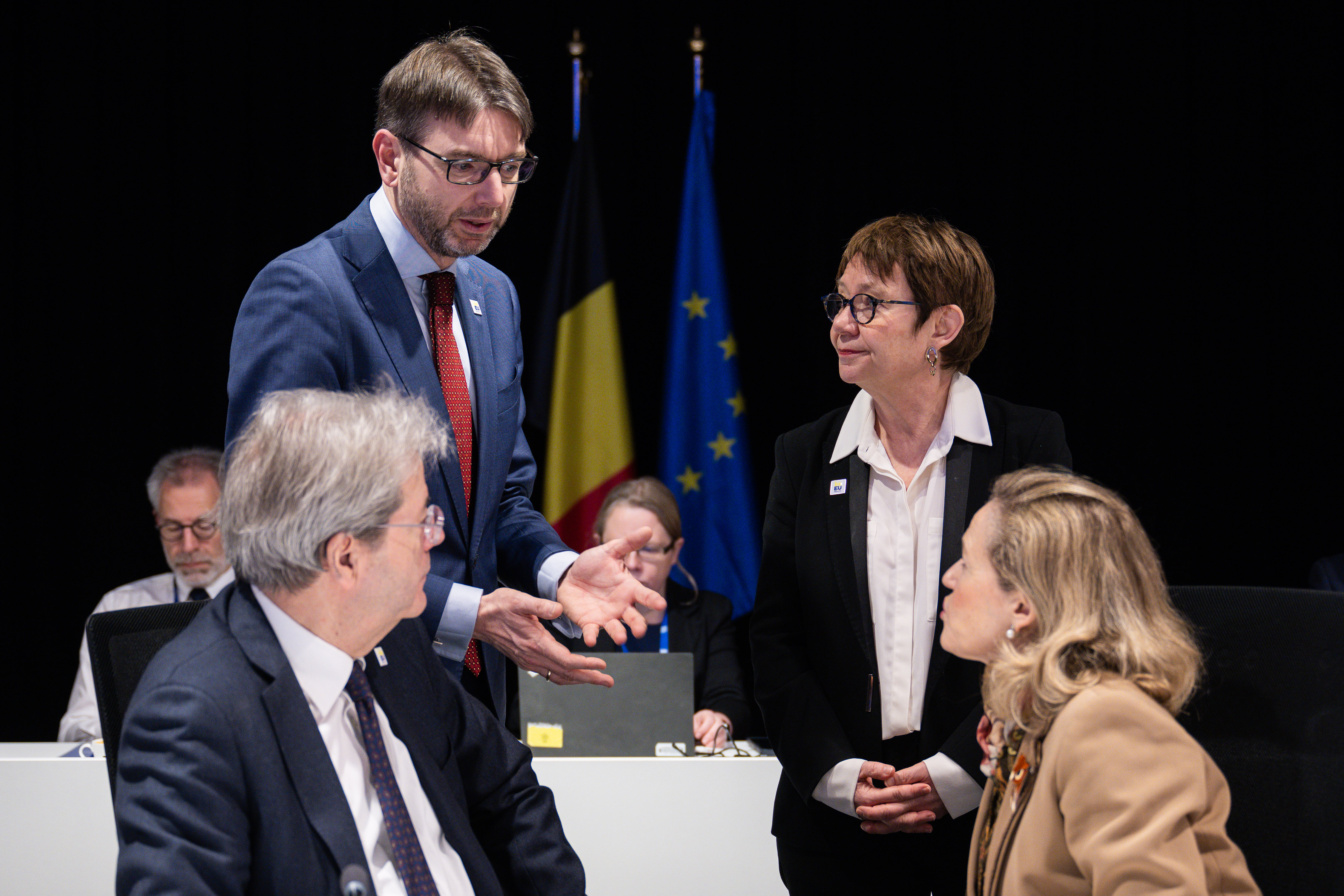
van Weyenberg beim informellen Treffen der EU-Wirtschafts- und Finanzminister in Gent (24. Februar 2024).

Am 18. Januar 2022 wurde van Weyenberg für D66 noch einmal Mitglied der Zweiten Kammer der Generalstaaten, der er nunmehr bis zum 6. Dezember 2023 angehörte. Als Abgeordneter war er unter anderem Sprecher für Finanzen und Finanzmärkte und zudem stellvertretender Fraktionsvorsitzender. Während seiner Parlamentszugehörigkeit war er des Weiteren 2022 und 2023 Sprecher der D66-Fraktion bei den allgemeinen Finanzgesprächen sowie zwischen dem 9. Februar 2022 und dem 6. Dezember 2023 zusammen mit Eelco Heinen von der Volkspartij voor Vrijheid en Democratie (VVD) Berichterstatter zur Anpassung des Stabilitäts- und Wachstumspakts in der Zweiten Kammer. Daneben engagierte er sich vom 6. April 2022 bis Juni 2022 als Informateur zur Bildung des Stadtvorstands von Utrecht. Nach seinem Ausscheiden aus der Zweiten Kammer übernahm er im Kabinett Rutte IV zwischen dem 6. Dezember 2023 und dem 12. Januar 2024 den Posten als Staatssekretär im Ministerium für Bildung, Kultur und Wissenschaft und war als solcher verantwortlich für Kultur, Denkmalschutz, Bibliotheken, Archive, Regierungsinformations- und Denkmalschutzinspektion, Medien, nationale Mittel für unabhängigen Journalismus und das Medienkommissariat (Commissariaat van de Media), ein gesetzlich eingesetztes, unabhängiges Verwaltungsorgan, das die Einhaltung des Mediengesetzes und der Buchpreisbindung überwacht.
Als Nachfolger von Sigrid Kaag und nach einer kommissarischen Amtsführung von Rob Jetten (8. bis 12. Januar 2024) übernahm Steven van Weyenberg am 12. Januar 2024 im Kabinett Rutte IV das Amt als Finanzminister (Minister van Financiën) und hatte dieses bis zum 2. Juli 2024 inne.